# Casa Fèlix Gallent
La casa Fèlix Gallent, també coneguda com a Can Clapés, és un edifici de Badalona, obra de Joan Amigó i Barriga, d'estil noucentista.

## Descripció
La casa es troba emmarcada en el noucentisme, en un retorn a un historicisme clàssic, com a reacció a l'estètica exuberant del modernisme, que comença a decaure.
L'edifici consta de soterrani, baixos, pis i terrat. En la façana s'observen elements de caràcter clàssic com les columnes jòniques, els frontons sobre les llindes de les obertures, les baranes de balustres o el templet amb cúpula que fa de mirador.

## Història
Fèlix Gallent era un industrial badaloní, que va demanar el permís d'obres l'any 1924; els plànols foren signats per Jaume Botey i Garriga, perquè en aquell moment Amigó era arquitecte municipal i li estava prohibit combinar les dues feines. Anys després va ampliar el cos de la casa 5 metres d'ample.
Des de l'any 1996 acull un centre de psicologia infantil amb el qual col·labora la Fundació Clapés-Gallent.